# Parti communiste du Pakistan
Le Parti communiste du Pakistan (en ourdou : کمیونسٹ پارٹی آف پاکستان) est un parti politique communiste pakistanais issu du Parti communiste d'Inde. À l'image du pays, le parti suit une histoire différente selon les années précédant et suivant la séparation des parties orientale et occidentale du pays.

## Histoire

### Création
Créé dans les années 1920, le Parti communiste d'Inde est contraint, à la suite de la partition du Raj britannique, de revoir sa stratégie. C'est alors qu'il envoie des membres de religion musulmane dans le nouvel état afin de tisser des liens avec les milieux ouvriers et ainsi apporter la révolution. C'est l'intellectuel marxiste Zajjad Zaheer qui se trouve à la tête de cette délégation. Ce dernier, crée le 6 mars 1948 à Calcutta le PCP qui sera transféré par la suite au Pakistan où il se scinde en une partie occidentale et orientale.

### Coup d'État et arrestation
Alors que le Parti est en plein développement, il noue de nouveaux liens avec des personnalités influentes du pays. Ainsi, le major-général Akbar Khan fait partie de ces liaisons et en 1951, le PCP est associé à la conspiration du Rawalpindi. Tous ses membres sont arrêtés et le parti fut banni de la partie occidentale. C'est alors la partie orientale - futur Parti communiste du Bangladesh - qui s'occupe désormais des principales fonctions du parti jusqu'en 1954 où les membres arrêtés sont relâchés. 

### De 1954 à 1989
À la suite de l'interdiction de la Fédération Démocratique Étudiante en 1954 - branche estudiantine du mouvement - le parti Azad ainsi que le Parti National Awami (PNA) sont créés puis fusionnent sous l'unique nom du PNA avant la fin des années 1950. À la suite de la rupture sino-soviétique en 1967, le PNA se divise en deux branches : le PNA-Wali (Soviétiques) et le PNA-Bashani (Maoïste). En 1968, le Parti communiste du Pakistan a un effectif estimé à 3 000 membres.
La partition idéologique entre maoïste et soviétique se fait aussi sentir au sein du PCP où certains membres rejoignent le Parti du peuple pakistanais ou encore le Parti Mazdoor Kissan (PMK). Ce dernier se lance dans une guérilla à l'image du modèle maoïste avant de subir une répression en 1974. 

### Depuis 1990
Avec la fin de l'URSS, le PCP reconnaît son indulgence envers les actions de ce pays et perd de l'influence. Le parti fusionne dès le début des années 1990 avec le Parti Mazdoor Kissan pour former le Parti communiste Mazdoor Kissan (PCMK). En 1999, le PCP se reforme puis se scinde en deux factions menées respectivement par Maula Bux Khaskheli et Khadim Thaheem.

### 2013
Le parti est enregistré avec 216 autres sous l'article 17 de la constitution pakistanaise concernant la liberté d'association avec à sa tête Jameel Ahmad Malik. Lors des élections générales de 2013, le Parti communiste pakistanais a fait liste commune à Karachi avec le Parti du peuple pakistanais, le Parti national Awami et le Mouvement Muttahida Qaumi pour faire face aux conservateurs dans le Sind.
Le résultat des élections de 2013 est catastrophique, avec seulement 191 voix, et aucun siège. Depuis 2013, pour continuer d'exister, et pour contrer des partis conservateurs fondamentalistes qui accusent de blasphème le parti communiste Pakistanais, ce dernier s'affirme laïc, et à renoncé depuis longtemps à l'athéisme, ou à l'agnosticisme. La classe politique Pakistanaise dans son ensemble accepte parfaitement la position laïque de ce parti politique, qui ne dérange pas le fait que la religion officielle du pays est l'Islam.   

## Résultats électoraux
| Élections | Voix | Sièges  | Rang       |
| --------- | ---- | ------- | ---------- |
| 2013      | 191  | 0 / 342 | Opposition |